# Division des droits civiques du département de la Justice des États-Unis
La Division des droits civiques du département de la Justice des États-Unis (United States Department of Justice Civil Rights Division) est l'institution du gouvernement fédéral chargée de faire appliquer les lois fédérales interdisant la discrimination fondée sur la race, le sexe, le handicap, la religion et l'origine nationale. La Division a été créée le 9 décembre 1957 par ordre du procureur général William P. Rogers, sous la présidence Eisenhower, après que le Civil Rights Act de 1957 ait créé le bureau du procureur général adjoint pour les droits civiques qui dirige depuis lors la division.
Le chef de la Division des droits civiques est un procureur général adjoint chargé des droits civiques (Assistant Attorney General for Civil Rights ou AAG-CR) nommé par le président des États-Unis. Kristen Clarke (en) est l'actuelle procureure générale adjointe, première femme à être confirmée par le Sénat à ce poste.

## Organisation
- Procureur général adjoint chargé des droits civils
  - Section d'appel
  - Section de coordination et d'examen
  - Section pénale
  - Section des droits des personnes handicapées
  - Section des opportunités éducatives
  - Section du contentieux du travail
  - Section du logement et de l'application des lois civiques
  - Section des droits des immigrants et des employés [2]
  - Section Politiques et Stratégie
  - Section Spéciale Contentieux
  - Section sur le vote

## Juridiction
La Division applique:
- les lois sur les droits civiques de 1957, 1960, 1964 et 1968
- la loi sur les droits de vote de 1965, telle que modifiée jusqu'en 2006
- la loi sur l'égalité des chances en matière de crédit de 1974
- la loi sur les Américains handicapés de 1990
- la loi nationale sur l'enregistrement des électeurs de 1993
- la loi Matthew Shepard et James Byrd Jr. sur la prévention des crimes haineux de 2009
- la loi de 1986 sur le vote des citoyens absents en uniforme et à l'étranger
- la loi sur l'accessibilité du vote pour les personnes âgées et handicapées de 1984
- la loi sur les droits civiques des personnes institutionnalisées de 1980, qui autorise le procureur général à demander réparation pour les personnes confinées dans des établissements publics où existent des conditions qui privent les résidents de leurs droits constitutionnels
- la loi sur la liberté d'accès aux entrées des cliniques de 1994
- la disposition relative à l'inconduite de la police de la loi de 1994 sur le contrôle des crimes violents et l'application de la loi
- la loi de 2000 sur l'utilisation des terres à des fins religieuses et les personnes institutionnalisées
- la loi sur la restauration de la liberté religieuse de 1993
- Article 102 de la Loi sur la réforme et le contrôle de l'immigration de 1986 (IRCA), telle que modifiée, qui interdit la discrimination fondée sur l'origine nationale et le statut de citoyenneté ainsi que l'abus de documents et les représailles en vertu de la Loi sur l'immigration et la nationalité de 1952.

En outre, la Division poursuit des actions en vertu de plusieurs lois pénales sur les droits civiques conçues pour préserver les libertés et la sécurité personnelles.

## Procureurs généraux adjoints

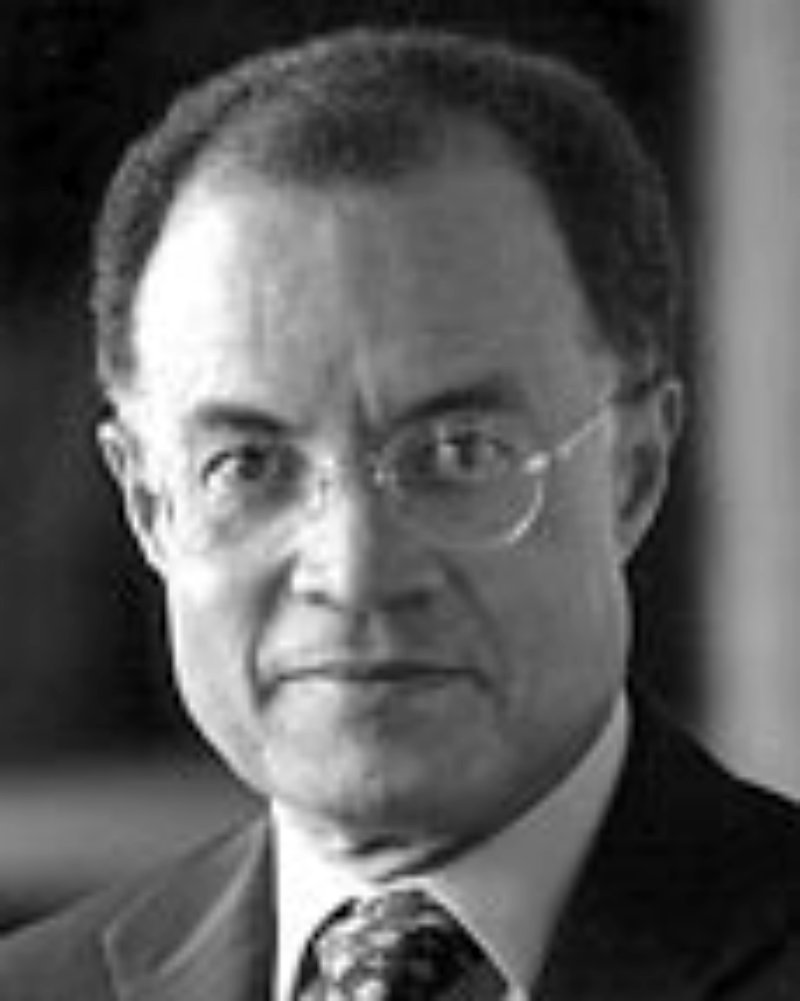
Drew S. Days III a été le premier procureur général adjoint afro-américain à la Division des droits civiques.

désigne le chef qui a exercé les fonctions de procureur général adjoint par intérim
| #  | Head                          | Took office | Left office | Party       | Administration       | Ref.   |
| -- | ----------------------------- | ----------- | ----------- | ----------- | -------------------- | ------ |
| 1  | W. Wilson White               | 1957        | 1960        | Républicain | Dwight D. Eisenhower | [ 3 ]  |
| 2  | Harold R. Tyler               | 1960        | 1961        | Républicain | Dwight D. Eisenhower | [ 4 ]  |
| 3  | Burke Marshall                | 1961        | 1965        | Démocrate   | John F. Kennedy      | [ 4 ]  |
| 4  | John Doar                     | 1965        | 1967        | Démocrate   | Lyndon B. Johnson    | [ 4 ]  |
| 5  | Stephen J. Pollak             | 1967        | 1969        | Démocrate   | Lyndon B. Johnson    | [ 4 ]  |
| 6  | Jerris Leonard                | 1969        | 1971        | Républicain | Richard Nixon        | [ 4 ]  |
| 7  | David Luke Norman             | 1971        | 1973        | Républicain | Richard Nixon        | [ 4 ]  |
| 8  | J. Stanley Pottinger          | 1973        | 1977        | Républicain | Richard Nixon        | [ 4 ]  |
| 9  | Drew S. Days                  | 1977        | 1980        | Démocrate   | Jimmy Carter         | [ 4 ]  |
| 10 | William Bradford Reynolds     | 1981        | 1988        | Républicain | Ronald Reagan        | ,      |
| –  | William C. Lucas (interim)    | 1988        | 1989        | Républicain | Ronald Reagan        |        |
| –  | James P. Turner (interim)     | 1989        | 1990        | Républicain | Ronald Reagan        |        |
| 11 | John R. Dunne                 | 1990        | 1993        | Républicain | George H. W. Bush    | [ 4 ]  |
| –  | James P. Turner (interim)     | 1993        | 1994        | Démocrate   | Bill Clinton         |        |
| 12 | Deval Patrick                 | 1994        | 1997        | Démocrate   | Bill Clinton         | [ 4 ]  |
| 13 | Bill Lann Lee                 | 1997        | 2001        | Démocrate   | Bill Clinton         | [ 6 ]  |
| 14 | Ralph F. Boyd                 | 2001        | 2003        | Républicain | George W. Bush       |        |
| –  | Bradley Schlozman (interim)   | 2003        | 2003        | Républicain | George W. Bush       |        |
| 15 | Alexander Acosta              | 2003        | 2005        | Républicain | George W. Bush       |        |
| 16 | Wan J. Kim                    | 2005        | 2007        | Républicain | George W. Bush       |        |
| –  | Grace Chung Becker (interim)  | 2008        | 2008        | Républicain | George W. Bush       |        |
| 17 | Thomas Perez                  | 2009        | 2013        | Démocrate   | Barack Obama         | [ 7 ]  |
| –  | Jocelyn Samuels (interim)     | 2013        | 2014        | Démocrate   | Barack Obama         |        |
| –  | Molly J. Moran (interim)      | 2014        | 2014        | Démocrate   | Barack Obama         |        |
| –  | Vanita Gupta (interim)        | 2014        | 2017        | Démocrate   | Barack Obama         | [ 8 ]  |
| –  | Thomas E. Wheeler II (acting) | 2017        | 2017        | Républicain | Donald Trump         | [ 9 ]  |
| –  | John M. Gore (acting)         | 2017        | 2018        | Républicain | Donald Trump         | [ 10 ] |
| 18 | Eric Dreiband                 | 2018        | 2021        | Républicain | Donald Trump         | [ 11 ] |
| 19 | Kristen Clarke (en)           | 2021        | -           | Démocrate   | Joe Biden            |        |